# José Venancio López Hierro
José Venancio López Hierro, más conocido como José Venancio López (Bilbao, 27 de junio de 1964), es un exjugador de fútbol sala español que actualmente ejerce como entrenador. Fue seleccionador de la Selección de fútbol sala de España desde el año 2007 hasta el 2018.
Desde entonces ha ganado la Eurocopa de fútbol sala de 2007, la Eurocopa de fútbol sala de 2010, la Eurocopa de fútbol sala de 2012 y la Eurocopa de fútbol sala de 2016 con España. Anteriormente, entrenó a equipos como el Caja Segovia FS entre 1998 y 2002, o el Autos Lobelle entre 2004 y 2007. Con el equipo segoviano logró ganar la Liga Nacional de Fútbol Sala en 1999.

## Clubes

### Como jugador
- Leioa FS (1979-1989)

### Como entrenador
- Leioa FS (1988-1992)
- Bilbao Futsal (1993-1994)
- C.F.S. Castro Urdiales (1994-1997)
- Selección de fútbol sala de España (1996-1998)
- Caja Segovia FS (1998-2002)
- Selección de fútbol sala de Guatemala (2003)
- Autos Lobelle (2004-2007)
- Selección de fútbol sala de España (2007-2018)[6]